# WWE SmackDown! Shut Your Mouth
WWE SmackDown! Shut Your Mouth, noto in Giappone come Exciting Pro Wrestling 4, è un videogioco di wrestling del 2002, sviluppato da Yuke's e pubblicato da THQ su licenza World Wrestling Entertainment  in esclusiva per PlayStation 2.

## Roster
| Uomini | Uomini | Donne                                       | Donne                                                       |
| Raw | SmackDown! | Raw                                         | SmackDown!                                                  |
| --- | --- | ------------------------------------------- | ----------------------------------------------------------- |
| - Al Snow - The Big Valbowski - Booker T - Bradshaw - Bubba Ray Dudley - Chris Jericho - Christian - D-Von Dudley - Goldust - The Hurricane - Jeff Hardy - Kane - Kevin Nash - Lance Storm - Maven - Matt Hardy - Randy Orton - Raven - Ric Flair - Rico Constantino - Rob Van Dam - Shawn Michaels - Shawn Stasiak - Spike Dudley - Steve Austin - Test - Triple H - William Regal - X-Pac | - Albert - Big Show - Billy - Billy Kidman - Brock Lesnar - Chris Benoit - Chuck - Diamond Dallas Page - Eddie Guerrero - Edge - Faarooq - Hardcore Holly - Hollywood Hogan - Kurt Angle - Mark Henry - Matt Hardy - Rhyno - Rikishi - The Rock - Scotty 2 Hotty - Tajiri - Tazz - The Undertaker - Vince McMahon | - Jazz - Lita - Molly Holly - Trish Stratus | - Ivory - Stacy Keibler - Stephanie McMahon - Torrie Wilson |

### Campioni
- WWE Undisputed Champion: The Undertaker
- WWE Tag Team Champions: Christian & Lance Storm
- WWE Intercontinental Champion: Rob Van Dam
- WWE European Champion: William Regal
- WWE Hardcore Champion: Bradshaw
- WWE Cruiserweight Champion: The Hurricane

### Tag team e stable
- Al Snow & Maven
- Billy Gunn, Chuck Palumbo & Rico Constantino
- Booker T & Goldust
- Chris Benoit & Eddie Guerrero
- The Dudley Boyz
- The Hardy Boyz
- The Un-Americans